# 770 до н. е.

## Події
Ашшур-дан ІІІ здійснив похід проти Марада (точне розташування не ідентифіковано, можливо у Фінікії).